# فيصل بن عبد العزيز بن سعود بن فيصل آل سعود
الأمير فيصل بن عبد العزيز بن سعود بن فيصل آل سعود من مواليد الرياض والدته هي ابنة الشيخ حزام بن حثلين العجمي وهو شقيق الأمير سعود الكبير، كان عالمًا فقيهًا زاهدًا معروفًا بتدينه وإمامته وحبه للخير.

## إخوته
- الأمير سعود الكبير بن عبد العزيز بن سعود آل سعود.
- الأمير محمد المطوع بن عبد العزيز بن سعود آل سعود.
- الأمير تركي بن عبدالعزيز بن سعود آل سعود

## زوجاته
- الأميرة سارة بنت عبد الرحمن بن فيصل آل سعود.
- الأميرة حصة بنت فيحان بن ربيعان وهي والدة الأميرة الجوهرة .

## الأبناء
- الأمير عبد العزيز بن فيصل بن عبد العزيز آل سعود. متزوج من الأميرة حصة بنت تركي الأول بن عبد العزيز آل سعود وله من الأبناء الأمير فيصل (متزوج من الأميرة صيتة بنت فيصل بن تركي الأول بن عبد العزيز آل سعود وله من الأبناء الأمير فهد متزوج من الأميرة ريما بنت تركي بن ناصر بن عبد العزيز آل سعود، الأميرة سارة، الأميرة مضاوي متزوجة من الأمير محمد بن فيصل بن عبدالله بن محمد بن عبدالرحمن آل سعود، الأميرة مشاعل، الأميرة لولو، إحدى كريماته متزوجة من الأمير فهد بن محمد بن عبد الله الفيصل آل سعود)[1]، والأمير تركي (متزوج من الأميرة نوف بنت بندر بن عبد العزيز آل سعود)[2]، والأميرة مضاوي (متزوجة من الأمير سعد بن محمد بن سعود الكبير آل سعود).
- الأميرة الجوهرة بنت فيصل بن عبد العزيز آل سعود.

## وفاته
توفي عام 1354هـ في الرياض إثر مرض ألم به ودفن في مقبرة العود. وفي هذا الشأن نستشهد بمذكرات السياسي البارز في تلك الحقبة فؤاد حمزة. د.فهد بن عبد الله السماري اللذي قام بنشر وثائق ومذكرات للسياسي السعودي، في كتاب أسماه "فؤاد حمزة مذكرات ووثائق"والصادر من دارة الملك عبد العزيز. ورد بالكتاب في الجزء الأول، ان وفاة الأمير فيصل بن عبد العزيز بن سعود بن فيصل ال سعود كانت بتاريخ 28 شعبان سنة 1354 هجري والموافق 2 نوفمبر من سنة 1934 ميلادية.